# Subnormal delgrupp
Inom matematik är en delgrupp H av en given grupp G en subnormal delgrupp av G om det finns en ändlig kedja av delgrupper av gruppen, börjandes med H och som slutar i G, så att varje grupp är normal i den följande.
Mer noggrant säger man att {\displaystyle H} är {\displaystyle k}-subnormal i {\displaystyle G} om det finns delgrupper
{\displaystyle H=H_{0},H_{1},H_{2},\ldots ,H_{k}=G}
av {\displaystyle G} så att {\displaystyle H_{i}} är normal i {\displaystyle H_{i+1}} för alla {\displaystyle i}.

## Egenskaper
- En 1-subnormal delgrupp är en äkta normal delgrupp, och omvänt.
- En ändligtgenererad grupp är nilpotent om och bara om alla av dess delgrupper är subnormala.
- Varje kvasinormal delgrupp, eller mer allmänt konjugatpermutabel delgrupp av en ändlig grupp är subnormal.
- Varje pronormal delgrupp som är subnormal är också normal. Speciellt är en Sylowdelgrupp subnormal om och bara om den är normal.
- Varje 2-subnormal delgrupp är en konjugatpermutabel delgrupp.

Subnormalitet är en transitiv relation, d.v.s. en subnormal delgrupp av en subnormal
delgrupp är subnormal. Faktiskt kan subnormalitet definieras som transitiva höljet av normalitet.